# Кум-Баїр
Кум-Баї́р (крим. Qum Bayır), також Дубки — пагорб на заході Сімферополя, в Залізничному районі.

## Загальні дані
Пагорб тягнеться від річки Салгир до Миколаївського шосе, над районами Українка та Льодозавод та замикає Сімферопольську улоговину з північного заходу.
Висота пагорба становить 325 метрів.
По ньому проходить західний обхід міста. На північній частині знаходиться забудова місцевості Верхня Українка, на південному — мікрорайон Маршала Жукова.
На зверненому до степів пологому схилі добували пісок, звідки й походить назва, «піщана гора».
Поруч знаходиться Кум-Джар — піщаний обрив — полога балка під городищем Кермен-Кир, біля південного закінчення Сарайли-Кията (Мирного), тут знаходився радгосп Червоний, найбільший у Криму табір смерті.